# Gravis Ultrasound
Pour les articles homonymes, voir GUS.

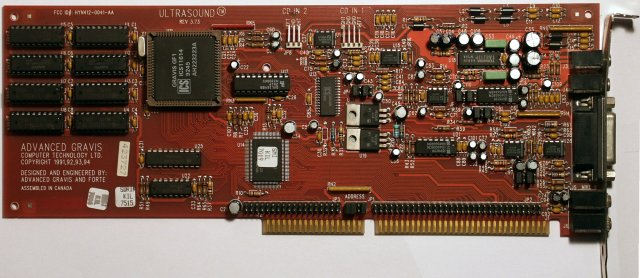
La carte son Gravis Ultrasound classique.

La Gravis Ultrasound ou GUS est une carte son pour ordinateurs compatibles IBM PC, conçue par la société canadienne, Advanced Gravis Computer Technology (en). Elle fut populaire dans les années 1990 notamment dans la scène démo, du fait de sa possibilité, pour la première fois, en 1992 sur compatible PC de jouer des échantillons sonores et des tables d'ondes, plutôt que de se limiter aux sons produits par un générateur de son programmable comme ses concurrentes. La communauté de la Scène démo pouvaient ainsi utiliser pleinement les trackers, en retrouvant les possibilités d’échantillonnage offertes par le processeur sonore Paula de l'Amiga sorti en 1985, et des sonorités rappelant le PPG Wave (synthétiseur professionnel sorti par Palm Products GmbH en 1981).
Contrairement aux cartes son de l'époque, toutes compatibles avec le standard AdLib (un générateur FM de base), la carte Gravis embarque des échantillons de véritables instruments et offre donc plus de possibilités que les cartes son de prix similaires. La GUS était également à l’époque la seule carte son qui permettait d'utiliser des interruptions différentes pour les entrées et sortie et de traiter le signal pour par exemple réaliser des effets de type écho.
FastTracker 2, est une évolution de Fastracker. La première version, alors développée pour la Sound Blaster, est  la carte la plus populaire de l'époque qui supporte le format MOD des trackers 4 voix de l'Amiga. Elle y ajoute la compatibilité avec le format XM et le support de la Gravis Ultrasound, plus adaptée pour restituer des morceaux basés sur des échantillons sonores.
Son principal défaut était de ne pas être compatible avec la carte AdLib, forçant les utilisateurs à installer des émulateurs plus ou moins compatibles (époque avant Windows) pour l'utiliser avec les jeux ne la reconnaissant pas.

## Modèles
La GUS existe en diverses variantes :
- GUS classic (1992, 256 ko de mémoire, supporte jusqu’à 1 Mo, entrée son via une carte fille) ;
- GUS Max (1994, 512 ko RAM, supporte jusqu’à 1 Mo) ;
- GUS plug & play (1995, basée sur AMD interwave, 1 Mo ROM, pas de RAM, mais peut utiliser des SIMM pour supporter jusqu’à 8 Mo) ;
- GUS ACE (1995, entrée de gamme destinée à être utilisée en parallèle d'une sound blaster pour améliorer la qualité lors de la lecture de fichiers general midi) ;
- GUS Extreme (1996, combine en une seule carte une ultrasound et une carte compatible sound blaster (ESS1688)).

## GUS Patch
Gravis a également créé un format de fichier sonore spécifique sous la forme d'un assemblage d'instruments appelé GUS Patch (extension .GUS),. Il est possible d'extraire les GUS patch depuis les Soundfont avec pat2dat. La libgig permet également de convertir et manipuler ces fichiers.
Le lecteur MIDI logiciel TiMidity++ et le home studio virtuel LMMS peuvent utiliser ces patchs.